# アルフレッド・エスピナス
アルフレッド・ヴィクトル・エスピナス（Alfred Victor Espinas, 1844年5月23日 - 1922年2月24日）は、フランスの社会学者、哲学者。社会学史においてデュルケムのボルドー大学における前任者に当たる。友人のテォデュール・アルマンド・リボーには、「救いがたい形而上学者」と称されたこともあった。

## 略歴
ヨンヌ県サン＝フロランタンに、薬剤師の息子として生まれる。サンスのリセではステファヌ・マラルメが同級生であった。その後パリに出て、ルイ・ル・グラン校で3年学び、20歳で高等師範学校に入学した。いくつかのリセで教職のキャリアを積み、1878年にドゥエ大学の文科ファキュルテの哲学助教授となり、また同年ボルドー大学の哲学講師となった。1882年から教育学の講義も担当し、これが後にデュルケームが引き継ぐ「教育学および社会科学」講座のもととなる。1894年にパリ大学のソルボンヌ校にうつり、1904年に教授、1911年に定年退官した。またガブリエル・タルドが1904年に病死すると、フランス学士院のタルドの後任となる。定年後はサン＝フロランタンに戻り、地域の学校教育などに関わる。
マルセル・モースはボルドー大学時代にエスピナスに師事し、卒業後も手紙を通してしばしば指導を仰いだことで知られる。またモースは『社会学と人類学 I、II』（1973）において、リボーと並んでエスピナスを人類学と社会学の先達として尊重している。

## 『動物社会』
博士論文の『動物社会』はデュルケームに先立ってオーギュスト・コントを評価し、またアドルフ・ケトレーやハーバート・スペンサーの議論なども引き合いにしながら、社会の進化をヘーゲル的な歴史展開によって語り、社会学についての基礎付を行った。エスピナスにとって、社会学は統治の技術である政治学とも、経済学とも教育学とも距離をおいた学問であり、アリストテレスや生物学の成果をひきつけつつ、”社会的なもの”を解き明かす学問であるとし、その社会的なものは人間以外の動物にもみられることを指摘した。
われわれはまず、動物社会へと注意を向ける。そののち人間社会の実験的知識が十分進歩したとき、両者はともに同じ法則のもとに包摂されるであろう。共同生活は、動物界において偶然的事実ではなく、正常で恒常的で普遍の事実である。
このようにコントの実証主義哲学のカリキュラム、化学をもとにした生物学、生物学をもとにした社会学というヒエラルキーに則り構成されたのが『動物社会』であった。 さらにエスピナスはコントの実証主義から進んで、社会的事実の実在論へ議論を進めた。
社会的事実の普遍性…もっとも微小な生物をのぞけば、あらゆる生物は様々な程度に社会であるか、社会の要素である。動物学的な序列や分類はそれゆえ、実際のところ個体の類型ではなく社会類型からなっていることになる。
『動物社会』の出版によって、コント以来アマチュアグループで語られてきた”社会学”がアカデミズムの中でも研究されるようになった。
日本において、梯明秀が『社会の起源』（1936年）で『動物社会』を生物学者による動物社会の進化論としてまとまったかたちで紹介した。生態学分野においては、生態学に先行する動物社会学の歴史的重要文献として『動物社会』が位置づけられることがある。門司正三は『生態学総論』において、動物社会学の始祖の一人として位置づけ、森下正明も同様に「Espinasを動物社会学の創始者と呼んでよいであろう」としている。またWarder Clyde Alleeの”Animal aggregations, a study in general sociology” (1931)も、エスピナス『動物社会』の批判的検証に多くのページが割かれている。
なお日本の社会学において新明正道が『社会学史概説』（1954年）においてフランス社会学におけるエスピナスの貢献を記述しているなど、古い社会学辞典には独立した項目があったが、近年発行された社会学辞典『現代社会学事典』（弘文堂）、社会学事典（丸善）などにおいて独立した項目が与えられていない。

## プラキシオロジー（実践学）と技術の社会学
『動物社会』後、エスピナスの研究プログラムはプラキシオロジーとして知られている。『技術の起源についての社会学的研究　Les Origines de la technologie : étude sociologique 』(1897年)において明らかにされたプラキシオロジーは、ルードヴィッヒ・フォン・ミーゼスやタデウシュ・コタルビンスキのプラキシオロジーに継承されている。

## デュルケームとエスピナス
ボルドー大学において、エスピナスはデュルケームの前任者であるだけでなく、デュルケームの着任に尽力したことが知られている。またデュルケームが着任した際の最初の講義「社会科学講義」のなかでエスピナスを、「彼は、壮大な哲学体系の対称性を保証するためではなく、科学をつくりあげるために社会的事実を研究した最初の人である」と位置づけ高く評価した。しかしエスピナスは、デュルケーム学派に対してのみ接したわけではなく、より学際的な色合いの強いルネ・ウォルムスを中心とした「国際社会学協会」に所属した。さらに、デュルケームの論敵の一人であるガブリエル・タルドに対して、「私の考える社会的事実というものがあるのならば、あなたのいうところの”模倣”のことである」とタルドの『模倣の法則』を激賞する手紙を送る関係にもあるなど、エスピナスとデュルケームの関係はアンビバレントなものであった。また、デュルケームが狙っていたパリ大学のキャリアをエスピナスが得たこともあり、デュルケムは甥のマルセル・モースに対し、「エスピナスとは距離をとるように」と忠告することもあった。

## 業績
- 動物社会　Des Sociétés animales, étude de psychologie comparée（1877）[10]
- イタリアにおける経験哲学　La Philosophie expérimentale en Italie, origines, état actuel (1880)
- プラトンの共和制 La République de Platon (1881)
- 教育の一般概念 L'idée générale de la pédagogie (1884)
- 経済学説史　Histoire des doctrines économiques (1891)
- 技術の起源についての社会学的研究　Les Origines de la technologie : étude sociologique (1897)
- 18世紀の社会哲学と革命　La Philosophie sociale du XVIIIe siècle et la Révolution (1898)
- デカルトと道徳　Descartes et la morale : études sur l'histoire de la philosophie de l'action (1925)

## 参考
- 作田 啓一『人類の知的遺産 (57) デュルケーム』講談社、1983年。ISBN 4061453572。
- 白鳥義彦 著「『動物社会』と進化論」、阪上孝 編『変異するダーウィニズム 進化論と社会』京都大学学術出版会、2003年。
- 梯明秀『社会の起源』青木書店、1969年。(初出『社会の起源』三笠書房〈唯物論全書〉、1936年。）
- 山下雅之「動物社会から有機的社会へ」『社会学雑誌』第10巻、神戸大学社会学研究会、1996年。
- J.J. Ostrowski (1974). “Alfred Espinas, précurseur de la praxéologie (ses antécédents et ses successeurs).”. Revue internationale de droit comparé. 26 (2. Avril-juin):  421-422.
- John I. Brooks (1998). The Eclectic Legacy: Academic Philosophy and the Human Sciences in Nineteenth-Century France. University of Delaware Press
- 門司正三『生態学総論』 1巻、共立出版〈生態学講座〉、1976年。
- 森下正明『動物の社会』 19巻、共立出版〈生態学講座〉、1976年。